# Gonodonta milla
Gonodonta milla är en fjärilsart som beskrevs av Thöny 1999. Gonodonta milla ingår i släktet Gonodonta och familjen nattflyn. Inga underarter finns listade i Catalogue of Life.